# Поскашор (приток Хулги)
Поскашор (устар. Поска-Шор) — река в Берёзовском районе Ханты-Мансийского автономного округа. Устье реки находится на 97-м км правого берега реки Хулга. Длина реки составляет 15 км.

## Данные водного реестра
По данным государственного водного реестра России относится к Нижнеобскому бассейновому округу, водохозяйственный участок реки — Северная Сосьва, речной подбассейн реки — Северная Сосьва. Речной бассейн реки — (Нижняя) Обь от впадения Иртыша.